# 가짜 아티스트
가짜 아티스트는 저작권 제한이 없는 미디어 자료들을 자신의 것으로 주장하며 날조를 시도하며, 저작권 침해를 한 이들을 지칭하는 단어이다.

## 가짜 그래픽 아티스트
누군가 직접 촬영하거나 제작하여 무료로, 혹은 저작권 없이 배포하는 그래픽 매체를, 원저작자가 아닌 다른 사람들이 다운로드 받은 후 현금 거래 기능이 존재하는 타 사이트에서 저작자를 자신으로 설정하여 수익을 벌어들이는 경우가 존재한다. 이 사이트에 올라온 그래픽들을 2차 저작물에서도 사용할 수 있는 사이트 등지에서 일어난다. 픽사베이 등의 사이트에 올라온 사진이나 영상 등의 작품들 중 일부를 가져와 현금 거래가 가능한 사이트에서 값을 매겨 판매하는 양상을 보이기도 한다.

## 가짜 음원 아티스트
영상 스트리밍 플랫폼 유튜브에서는 크리에이터들을 위해, 유튜브에서 제공하는 음악을 무료로 사용할 수 있게 한다. 케빈 매클라우드와 같은 음악가가 작곡한 일부 음원들은 영상에 사용하려면 작곡자의 이름과 저작권 내용을 영상 설명에 기입해야 하지만, 그렇지 않아도 되는 음원들이 훨씬 많다. 이런 음원들은 대부분 유튜브의 "오디오 라이브러리"에서 제공되는 '유튜브에서 무료로 사용할 수 있는 음원'이며, 해당 음악들을 영상 내에 사용하여도 수익을 창출할 수 있게 한다.
그러나 이런 오디오 라이브러리의 음원들을 변형하여 공식 음원으로 등록하는 사람들이 존재한다. 이들이 한 번 공식 음원으로 등록하면, 음원 검색 프로그램들을 사용해도 공식적으로는 이런 가짜 아티스트들의 작품으로 검색이 된다. 또한 이러한 음악들은 보컬이 없는 형식의 곡이 대부분을 차지하고 있기 때문에, 누군가 가사를 붙여 공식 등록할 수 있다는 점이 있어 이러한 형태의 저작권 침해에 매우 취약하다는 특징을 가지고 있다.

### Jincheng Zhang
장금성(張金成)이라는 이름으로 추정되는 중국인 (유튜브 영어 이름 Jincheng Zhang)은 유튜브에서 주로 활동하는 가짜 아티스트이다. 장금성은 2018년 중반부터 유튜브의 무료 음악들을 자신이 작곡한 작품이라며 속여온 것으로 알려졌다.
처음에는 단순히 무료 음악들을 가지고 와서 "Official"이라는 단어를 사용하며 자신의 목소리를 어설프게나마 입힌 뒤, 새로운 이름을 부여하고 자신이 노래하는 소리를 음악에 담아 음원 정보 사이트에 공식 등록하였다. 이후 이 무료 음악들의 원곡 전체를 "Instrumental"(음악 반주) 라는 단어를 붙여 놓은 뒤, 공식 등록하기도 했다. 이러한 행위는 샤잠, SoundHound 등의 음악 검색 기능을 통해 원곡을 찾으려는 사람들을 속이게 되었고, 결국 많은 사람들에게 '유튜브의 많은 음악들을 작곡한 천재 아티스트'라는 오해까지 갖게 하였다. 자신의 유튜브 채널을 개설한 뒤 원곡을 알리는 댓글들을 모조리 삭제하기도 하였다.

## 폐해
가짜 아티스트들의 폐해로는 원작자의 저작권을 침해하는 데 있다. 가짜 아티스트들이 빼돌린 작품은 공식적으로는 이들의 작품으로 등록되어 있기 때문에, 원 저작자의 명성과 수익을 빼돌릴 수 있다. 원래 작품을 AI 등의 기능을 사용하여 음원, 사진과 같은 작품 데이터베이스에서 찾아내려 시도하여도 이들의 작품으로 검색이 된다.
가짜 음원 아티스트의 경우, 작품을 제작하려는 유튜버들의 창작 활동을 제한하기도 한다. 그리고 유튜브와 같은 영상 스트리밍 사이트에서 무료 음악에 자신이 가사를 씌워 노래를 불러 업로드 했을 때, 가짜 아티스트 행위를 한다고 오해를 받을 수 있다. 또한, 가짜 아티스트들이 해당 창작물에 사용된 음원이나 사진들을 "자신의 것"이라고 주장하며 이들이 저작권 침해를 했음에도 불구하고, 자신들이 저작권 침해를 당했다며 고소를 진행할 가능성이 생긴다.
또 2022년 포탈이라는 게임의 노래인 'still alive'가 있는데 원래 공식 제작사에서는 누구나 제한 없이 쓸 수 있도록 했다. 그런데 누군가가 자신의 저작물이라고 주장하며 저작권을 등록했고, 이 음악을 사용하던 모든 사람들에게 저작권 침해 신고 알림이 보내져 많은 사람들이 피해를 보기도 했다.
2022년~2023년 틱톡을 통해 유행을 하게 된 밈 중 하나로, "꽁꽁 얼어붙은 한강 위로 고양이가 걸어다닙니다" 라는 MBN의 뉴스에서 기자의 문구를 사용하여 한 크리에이터가 음악을 만든 것이 세계적인 유행을 하게 되었다. 그러나 한 튀르키예인이 사용자의 창작물을 허가 없이 자신의 것으로 등록하고, 2차 창작물의 원작자가 저작권 등록 철회를 요구했지만 도리어 "가지고 있는 돈이 없으니, 저작권 등록이라도 남겨서 나에게 수익을 남겨라" 라고 한 일이 JTBC 뉴스에 보도되었다. 본래 2차 창작 음원을 만든 제작자는 "기자의 음성을 소스로 음악을 만들었으나, 해당 기자의 허락을 구하지 않고 만들었기 때문에 일부러 저작권 등록을 하지 않았다" 라고 답하였다.